# الناحية المركزية (مقاطعة عنبر أباد)
الناحية المركزية لمقاطعة عنبر أباد (بالفارسية: بخش مرکزی شهرستان عنبرآباد) هي إحدى النواحي (تسمى ناحية في التقسيم الإداري للمناطق في إيران) فيمقاطعة عنبر أباد التابعة لمحافظة كرمان في إيران. في تعداد عام 2006 ، كان عدد سكانها 52,777 نسمة ينتمون إلى 11,209 عائلة. الناحية المركزية فيها مدينة واحدة هي عنبر أباد. الناحية المركزية لمقاطعة عنبر أباد بها أربعة أقسام ريفية هي: قسم علي أباد الريفي وقسم أمجز الريفي وقسم جهاد أباد الريفي وقسم محمد أباد الريفي.